# Oosterzele
Oosterzele är en kommun i Belgien.   Den ligger i provinsen Östflandern och regionen Flandern, i den centrala delen av landet, 40 km väster om huvudstaden Bryssel. Antalet invånare är 13 336.
Omgivningarna runt Oosterzele är en mosaik av jordbruksmark och naturlig växtlighet. Runt Oosterzele är det tätbefolkat, med 383 invånare per kvadratkilometer.